# João Cancelo
João Pedro Cavaco Cancelo (Barreiro, Región de Lisboa, 27 de mayo de 1994) es un futbolista portugués. Juega como defensa y su equipo es el Al-Hilal Saudi F. C. de la Liga Profesional Saudí.

## Trayectoria

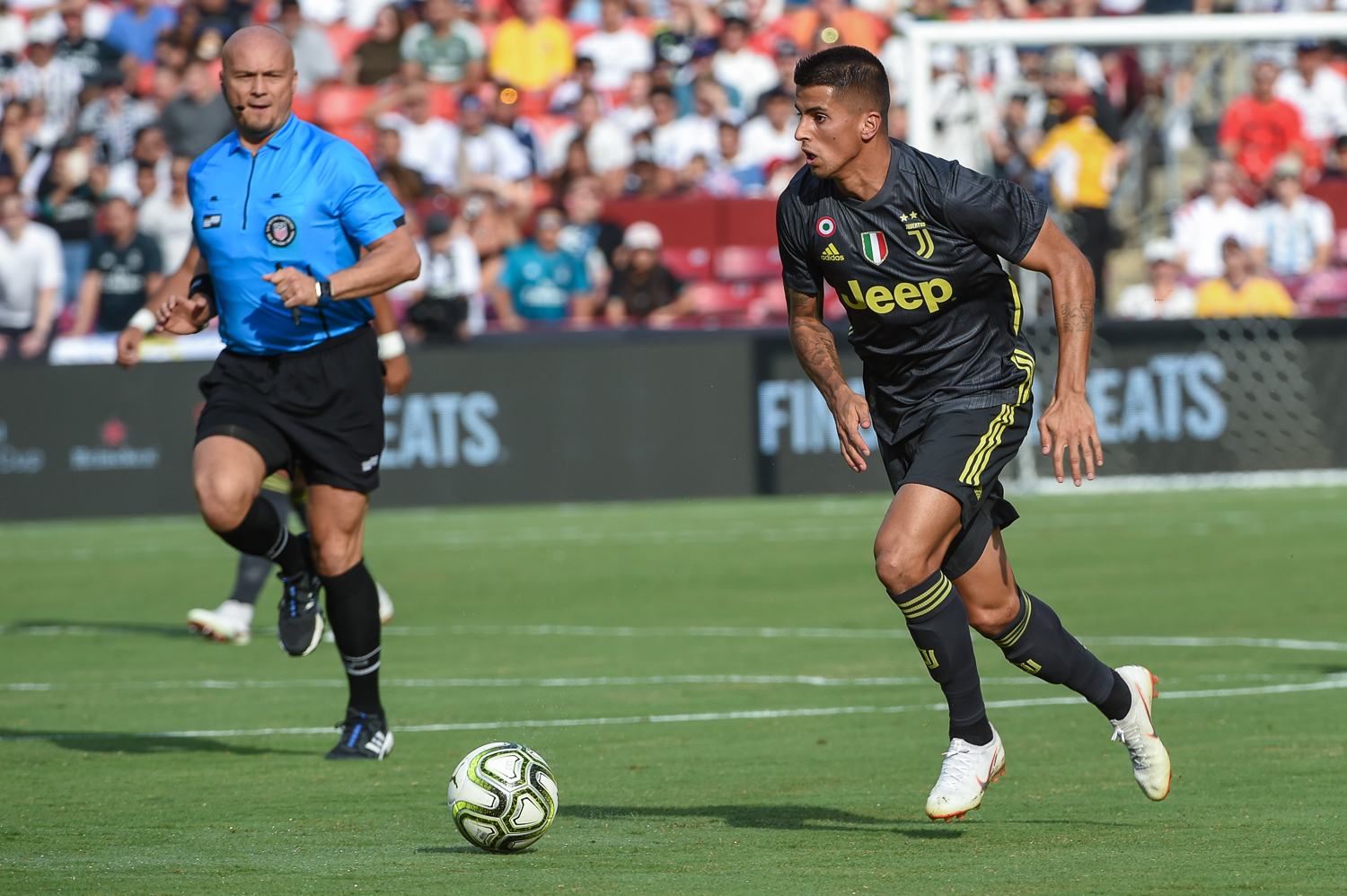
Cancelo jugando para la Juventus de Turín.

### S. L. Benfica
João Cancelo se unió a la cantera del S. L. Benfica a los 14 años. El 28 de julio de 2012 hizo su debut con el primer equipo en un partido amistoso contra el Gil Vicente, jugando los 90 minutos como lateral derecho. A pesar de jugar con el Benfica B, fue promocionado como un posible recambio de Maximiliano Pereira en el primer equipo.
El 5 de enero de 2013 su vida recibió un duro golpe al sufrir un accidente de tráfico en el que falleció su madre. Siguió siendo suplente del primer equipo pero también jugó de vez en cuando para el juvenil, y el 18 de mayo de 2013 marcó los dos goles decisivos en la victoria por 2-1 ante el Rio Ave, lo que proclamó al Benfica como campeón juvenil.
El 25 de enero de 2014 hizo su debut oficial con el primer equipo en la Copa de la Liga al entrar desde el banquillo en la victoria por 1-0 ante el Gil Vicente. En la Liga debutó siendo titular el 10 de mayo de 2014 en el estadio Estadio do Dragão en la derrota 2-1 ante el Oporto en la última jornada del campeonato, con el equipo ya campeón y reservando el técnico Jorge Jesus a los titulares para la final de la Liga Europa de la UEFA 2013-14.

### Valencia C. F.

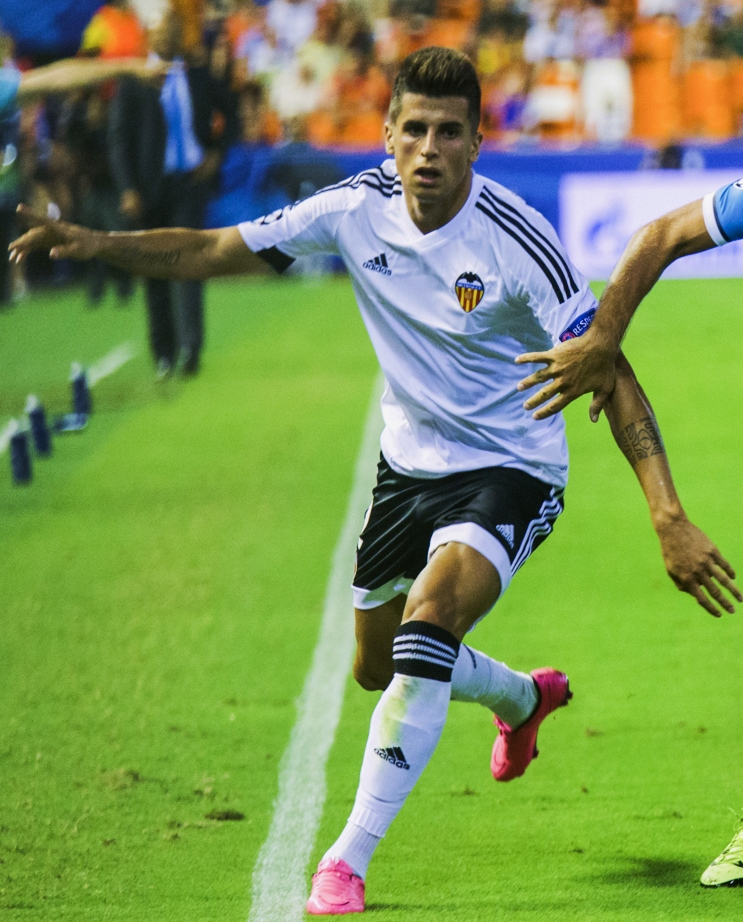
Cancelo jugando para el Valencia en 2015.

En agosto de 2014 viajó a Valencia (España) para incorporarse al primer equipo del Valencia Club de Fútbol a través de su representante Jorge Mendes, tras haber obtenido una opción de compra sobre sus derechos la compañía Meriton Holding Ltd del multimillonario Peter Lim, que estaba negociando este verano la compra de la mayoría accionarial del club valenciano. Su llegada se produjo porque el club negociaba la salida del equipo de otro lateral derecho, João Pereira, salida que finalmente no se produjo hasta el mercado de invierno pero no impidió la incorporación de Cancelo el 20 de agosto, día que se hizo oficial el acuerdo de cesión por una temporada al equipo valencianista con una opción de compra de 15 millones de euros.
Durante toda la temporada 2014-15 fue el lateral derecho suplente del equipo por detrás de Antonio Barragán. El 25 de septiembre debutó con la camiseta valencianista como titular en la quinta jornada en Mestalla en la victoria frente al Córdoba por 3-0, con una aceptable actuación, pero continuó siendo suplente en las siguientes jornadas. Fue titular en la eliminatoria de dieciseisavos de final de la Copa del Rey frente al Rayo Vallecano y en la ida de los octavos de final, pero continuó siendo suplente en la Liga.
En la jornada 19 entró en sustitución del lesionado Barragán en el minuto 43 frente a la Unión Deportiva Almería y cuajó una muy buena actuación sumándose por la banda derecha al ataque. Pero su grandísima actuación fue en la jornada 31 en Mestalla frente al Levante, siendo considerado incluso como el hombre del partido. Al final sumó 10 participaciones en la Liga y 3 en la Copa, y tras clasificarse el equipo para la fase previa de la Liga de Campeones, el Valencia hizo oficial el 25 de mayo de 2015 el acuerdo para contratar al joven futbolista hasta 2021, a cambio de 15 millones de euros para el Benfica.
Inició la temporada 2015-16 como titular en la primera y tercera jornada por sendas sanciones de Barragán, lo que le valió para ser el lateral derecho titular en el debut en la Liga de Campeones el 16 de septiembre de 2015 frente al Zenit, partido en el que también hizo su debut como goleador valencianista al marcar con un centro desde la banda. Se convirtió así en el quinto goleador más joven en la historia del Valencia en Champions al anotar con 21 años, 3 meses y 17 días. El 2 de diciembre se estrenó como goleador en Copa frente al Barakaldo en Lasesarre, y el 20 de abril de 2016 marcó su primer gol en Liga frente al Eibar en Mestalla. Se convirtió en el lateral diestro titular (con escasas actuaciones como extremo diestro en ataque), disputando un total de 39 partidos oficiales (28 partidos de Liga, 6 de Liga de Campeones, 4 de Copa y 1 de Europa League).
La temporada 2016-17 la estrenó debutando con la selección absoluta el 1 de septiembre, aunque en el Valencia se le notaba impreciso en sus actuaciones, cometiendo incluso un penalti en la primera jornada. Fue titular en 6 de las primeras 8 jornadas, y tras dos buenas actuaciones con su selección deslumbró al valencianismo en el debut del técnico Cesare Prandelli en El Molinón, siendo utilizado cada vez más como extremo que como lateral. Fue un fijo en el once durante toda la temporada, jugando casi el mismo número de partidos como lateral que como extremo diestro. Marcó un gol en la jornada 29.ª y en la celebración se encaró con la grada de Mestalla mandándola callar por las protestas recibidas respecto a sus carencias defensivas, pero pidió disculpas inmediatamente por el gesto.
Se convirtió a pesar de todo en el futbolista más cotizado de la plantilla, participando en un total de 38 partidos oficiales esa campaña. La mala situación deportiva y económica del club valenciano propició que se barajase su salida en verano de 2017, y fue en agosto cuando se acordó su salida cedido al Inter de Milán a cambio de la llegada de Geoffrey Kondogbia, también cedido, al Valencia. Aún participó jugando los 90 minutos de la primera jornada de la Liga 2017-18 con el Valencia en Mestalla, despidiéndose entre lágrimas y coreado por el público que le agradecía su fútbol, su actitud, y perdonaba sus puntuales errores y carencias.

### Italia
En agosto de 2017 se acordó la cesión del futbolista al Inter de Milán durante una temporada con una opción de compra superior a los 35 millones de euros. Debutó el 27 de agosto jugando los últimos minutos de la segunda jornada de la Serie A frente a la Roma, pero la desgracia hizo que tres días después se lesionara entrenando con su selección.
No volvió a tener minutos hasta el 15 de octubre en los minutos finales del derbi contra el Milan. Hasta finales de diciembre no tuvo casi participación, pero a partir de enero se convirtió en un fijo del once interista, casi siempre como lateral derecho. Terminó la temporada con 28 partidos oficiales disputados con el Inter y con el equipo clasificado para la Champions en la última jornada. A pesar del interés del Inter por mantener al jugador en sus filas, no asumió la opción de compra marcada por el Valencia.
El Valencia escuchó ofertas por el futbolista al no ejercer el Inter su opción de compra, pero solo ofertas de alto interés para el club. Fue entonces cuando la Juventus de Turín, campeona de la Serie A, apostó definitivamente por él y pagó 40,4 millones de euros al Valencia por el jugador.

### Manchester City
El 7 de agosto de 2019 el Manchester City F. C. hizo oficial su fichaje para las siguientes seis temporadas. Debutó a finales de mes jugando el tramo final de un partido ante el AFC Bournemouth.

#### Cesiones en Múnich y Barcelona
El 31 de enero de 2023 dejó el club de manera temporal después de ser cedido al Bayern de Múnich hasta junio. El acuerdo incluía una opción de compra, de unos 70 millones de euros, que no fue ejercida y regresó a Mánchester después de cinco meses en los que participó en veintiún partidos y marcó un gol. No tardó mucho en volver a marcharse, ya que el 1 de septiembre fue prestado al F. C. Barcelona hasta junio de 2024. En sus primeros cuatro partidos fue capaz, con dos goles, de superar sus registros goleadores en el Bayern, la Juventus y el Inter, donde solo pudo anotar un tanto.

### Al-Hilal
El 27 de agosto de 2024 puso fin a su etapa en el conjunto mancuniano después de ser traspasado al Al-Hilal Saudi F. C.

## Selección nacional
Fue fijo en las categorías inferiores de la selección portuguesa. Fue convocado con la selección sub-19 de para el Campeonato Europeo de la UEFA Sub-19 2012 disputado en Estonia. Al año siguiente participó en el Campeonato Europeo de la UEFA Sub-19 2013 en Lituania y en la Copa Mundial de Fútbol Sub-20 de 2013 de Turquía. Participó también en 2014 en el Torneo Esperanzas de Toulon y disputó 8 partidos con la selección la sub-21. Con la selección absoluta ha sido internacional en 56 ocasiones y ha marcado 10 goles. Debutó el 1 de septiembre de 2016 en un encuentro amistoso ante la selección de Gibraltar que finalizó con marcador de 5-0 a favor de los portugueses.

### Participaciones en Copas del Mundo
| Mundial                     | Sede    | Resultado        | Partidos | Goles |
| --------------------------- | ------- | ---------------- | -------- | ----- |
| Copa Mundial Sub-20 de 2013 | Turquía | Octavos de final | 2        | 0     |
| Copa Mundial de 2022        | Catar   | Cuartos de final | 4        | 0     |

### Participaciones en Eurocopas
| Eurocopa                | Sede            | Resultado        | Partidos | Goles |
| ----------------------- | --------------- | ---------------- | -------- | ----- |
| Eurocopa Sub-21 de 2015 | República Checa | Subcampeón       | 1        | 0     |
| Eurocopa Sub-21 de 2017 | Polonia         | Primera fase     | 3        | 0     |
| Eurocopa 2024           | Alemania        | Cuartos de final | 4        | 0     |

## Estadísticas

### Clubes
Actualizado al último partido disputado el 4 de julio de 2025.
| Club | Div.          | Temporada     | Liga  | Liga  | Liga   | Copas nacionales * | Copas nacionales * | Copas nacionales * | Copas internacionales ** | Copas internacionales ** | Copas internacionales ** | Total | Total | Total  |
| Club | Div.          | Temporada     | Part. | Goles | Asist. | Part.              | Goles              | Asist.             | Part.                    | Goles                    | Asist.                   | Part. | Goles | Asist. |
| --- | ------------- | ------------- | ----- | ----- | ------ | ------------------ | ------------------ | ------------------ | ------------------------ | ------------------------ | ------------------------ | ----- | ----- | ------ |
| S. L. Benfica "B" Portugal | 2.ª           | 2012-13       | 20    | 1     | 6      | —                  | —                  | —                  | —                        | —                        | —                        | 20    | 1     | 6      |
| S. L. Benfica "B" Portugal | 2.ª           | 2013-14       | 31    | 1     | 12     | —                  | —                  | —                  | —                        | —                        | —                        | 31    | 1     | 12     |
| S. L. Benfica "B" Portugal | Total club    | Total club    | 51    | 2     | 18     | —                  | —                  | —                  | —                        | —                        | —                        | 51    | 2     | 18     |
| S. L. Benfica Portugal | 1.ª           | 2013-14       | 1     | 0     | 0      | 1                  | 0                  | 0                  | —                        | —                        | —                        | 2     | 0     | 0      |
| S. L. Benfica Portugal | Total club    | Total club    | 1     | 0     | 0      | 1                  | 0                  | 0                  | —                        | —                        | —                        | 2     | 0     | 0      |
| Valencia C. F. · España | 1.ª           | 2014-15       | 10    | 0     | 0      | 3                  | 0                  | 0                  | —                        | —                        | —                        | 13    | 0     | 0      |
| Valencia C. F. · España | 1.ª           | 2015-16       | 28    | 1     | 4      | 4                  | 1                  | 0                  | 7                        | 1                        | 1                        | 39    | 3     | 5      |
| Valencia C. F. · España | 1.ª           | 2016-17       | 35    | 1     | 4      | 3                  | 0                  | 0                  | —                        | —                        | —                        | 38    | 1     | 4      |
| Valencia C. F. · España | 1.ª           | 2017-18       | 1     | 0     | 0      | —                  | —                  | —                  | —                        | —                        | —                        | 1     | 0     | 0      |
| Valencia C. F. · España | Total club    | Total club    | 74    | 2     | 8      | 10                 | 1                  | 0                  | 7                        | 1                        | 1                        | 91    | 4     | 9      |
| F. C. Internazionale · Italia | 1.ª           | 2017-18       | 26    | 1     | 4      | 2                  | 0                  | 0                  | —                        | —                        | —                        | 28    | 1     | 4      |
| F. C. Internazionale · Italia | Total club    | Total club    | 26    | 1     | 4      | 2                  | 0                  | 0                  | —                        | —                        | —                        | 28    | 1     | 4      |
| Juventus F. C. · Italia | 1.ª           | 2018-19       | 25    | 1     | 5      | 2                  | 0                  | 0                  | 7                        | 0                        | 3                        | 34    | 1     | 8      |
| Juventus F. C. · Italia | Total club    | Total club    | 25    | 1     | 5      | 2                  | 0                  | 0                  | 7                        | 0                        | 3                        | 34    | 1     | 8      |
| Manchester City F. C. Inglaterra | 1.ª           | 2019-20       | 17    | 0     | 0      | 8                  | 1                  | 1                  | 8                        | 0                        | 0                        | 33    | 1     | 1      |
| Manchester City F. C. Inglaterra | 1.ª           | 2020-21       | 28    | 2     | 3      | 6                  | 0                  | 1                  | 9                        | 1                        | 1                        | 43    | 3     | 5      |
| Manchester City F. C. Inglaterra | 1.ª           | 2021-22       | 36    | 1     | 7      | 7                  | 0                  | 0                  | 9                        | 2                        | 3                        | 52    | 3     | 10     |
| Manchester City F. C. Inglaterra | 1.ª           | 2022-23       | 17    | 2     | 1      | 3                  | 0                  | 0                  | 6                        | 0                        | 4                        | 26    | 2     | 5      |
| Manchester City F. C. Inglaterra | Total club    | Total club    | 98    | 5     | 11     | 24                 | 1                  | 2                  | 32                       | 3                        | 8                        | 154   | 9     | 21     |
| Bayern de Múnich · Alemania | 1.ª           | 2022-23       | 15    | 1     | 4      | 2                  | 0                  | 1                  | 4                        | 0                        | 1                        | 21    | 1     | 6      |
| Bayern de Múnich · Alemania | Total club    | Total club    | 15    | 1     | 4      | 2                  | 0                  | 1                  | 4                        | 0                        | 1                        | 21    | 1     | 6      |
| F. C. Barcelona · España | 1.ª           | 2023-24       | 32    | 2     | 4      | 0                  | 0                  | 0                  | 10                       | 2                        | 1                        | 42    | 4     | 5      |
| F. C. Barcelona · España | Total club    | Total club    | 32    | 2     | 4      | 0                  | 0                  | 0                  | 10                       | 2                        | 1                        | 42    | 4     | 5      |
| Al-Hilal Saudi F. C. Arabia Saudita | 1.ª           | 2024-25       | 22    | 0     | 5      | 3                  | 0                  | 0                  | 14                       | 2                        | 6                        | 39    | 2     | 11     |
| Al-Hilal Saudi F. C. Arabia Saudita | Total club    | Total club    | 22    | 0     | 5      | 3                  | 0                  | 0                  | 14                       | 2                        | 6                        | 39    | 2     | 11     |
| Total carrera | Total carrera | Total carrera | 344   | 14    | 59     | 44                 | 2                  | 3                  | 74                       | 8                        | 20                       | 462   | 24    | 82     |
| - (*) Copa de la Liga de Portugal, Copa del Rey, Copa Italia, Supercopa de Italia, Copa de la Liga de Inglaterra, FA Cup, Community Shield, Copa de Alemania y Copa del Rey de Campeones. - (**) Liga de Campeones de la UEFA, Liga Europa de la UEFA, Liga de Campeones de Élite de la AFC y Copa Mundial de Clubes de la FIFA. |               |               |       |       |        |                    |                    |                    |                          |                          |                          |       |       |        |

## Palmarés

### Títulos nacionales
| Título              | Club                  | País       | Año     |
| ------------------- | --------------------- | ---------- | ------- |
| Primeira Liga       | S. L. Benfica         | Portugal   | 2013-14 |
| Copa de la Liga     | S. L. Benfica         | Portugal   | 2013-14 |
| Copa de Portugal    | S. L. Benfica         | Portugal   | 2013-14 |
| Supercopa de Italia | Juventus F. C.        | Italia     | 2018    |
| Serie A             | Juventus F. C.        | Italia     | 2018-19 |
| Copa de la Liga     | Manchester City F. C. | Inglaterra | 2019-20 |
| Copa de la Liga     | Manchester City F. C. | Inglaterra | 2020-21 |
| Premier League      | Manchester City F. C. | Inglaterra | 2020-21 |
| Premier League      | Manchester City F. C. | Inglaterra | 2021-22 |
| Premier League      | Manchester City F. C. | Inglaterra | 2022-23 |
| FA Cup              | Manchester City F. C. | Inglaterra | 2022-23 |
| Bundesliga          | Bayern de Múnich      | Alemania   | 2022-23 |

### Títulos internacionales
| Título                       | Club (*)              | País     | Año     |
| ---------------------------- | --------------------- | -------- | ------- |
| Liga de Naciones de la UEFA  | Selección de Portugal | Portugal | 2018-19 |
| Liga de Campeones de la UEFA | Manchester City F. C. | Turquía  | 2022-23 |
| Supercopa de Europa          | Manchester City F. C. | Grecia   | 2023    |

(*) Incluyendo la selección.

### Distinciones individuales
| Distinción                                                       | Año  |
| ---------------------------------------------------------------- | ---- |
| Parte de los 100 mejores jugadores del mundo, según The Guardian | 2022 |
| Parte del FIFA/FIFPro World XI                                   | 2022 |